# Vigersted Kirke
Vigersted kirke er en kirke i landsbyen Vigersted, beliggende i Vigersted Sogn.

## Galleri
- Altertavlen
- Prædikestolen
- Kalkmaleri af Syndefaldet
- Ærkeenglen Mikael og Knud Lavard

## Eksterne kilder og henvisninger
- Wikimedia Commons har flere filer relateret til Vigersted Kirke
- Natmus: Danmarks kirker → Kirkens beskrivelse som PDF
- Vigersted Kirke hos KortTilKirken.dk